# Collégiale Notre-Dame-et-Saint-Laurent d'Eu
La collégiale Notre-Dame et Saint-Laurent d'Eu est une ancienne collégiale à Eu (Seine-Maritime). Elle était à l'origine le lieu de culte d'une abbaye qui fut détruite sous la Révolution. Cette église, construite entre 1186 et 1240, était celle des chanoines de Saint-Victor. La collégiale fait l’objet d’un classement au titre des monuments historiques par la liste de 1840.
Elle accueillit la sépulture de saint Laurent O'Toole puis celles des comtes d'Eu.

## Histoire
Fondée en 925 par Guillaume I, comte d'Eu, d'abord collégiale Sainte-Marie, desservie par des clercs séculiers, en 1119, Henri 1er, comte d'Eu, consent au changement de chanoines séculiers en réguliers de Saint-Victor, de l'ordre de Saint-Augustin. Elle devient donc une abbaye.
En 1161, la confraternité est établie entre l'abbaye d'Eu et l'abbaye du Tréport. Si quelque religieux de l'une et l'autre communauté est en désaccord avec son abbé, il pourra se retirer dans l'autre abbaye, jusqu’à ce que le tout soit apaisé.
Laurent O’Toole, archevêque de Dublin, meurt à l'abbaye d'Eu le 14 novembre 1180. Inhumé dans la collégiale reconstruite en 1186, il est canonisé en 1248. L'église lui est dédicacée.
Les différents bâtiments de l'abbaye sont achevés en 1230. La collégiale subit les incendies de 1426, 1455 et 1475 qui touchent la ville d'Eu.
En 1625, les capucins sont admis à établir un couvent de leur ordre, au quartier de Saint-Pierre et à se servir de l'église paroissiale de Saint-Pierre. En 1632, l'abbaye s'unit à la congrégation de France dont l'abbaye-mère était l'abbaye Sainte-Geneviève de Paris. 
Le 13 février 1790, l'Assemblée constituante prononce l'abolition des vœux monastiques et la suppression des congrégations religieuses. Ses bâtiments sont détruits. Le terrain de l'abbaye est acheté par le château. Seule reste aujourd'hui son église. Deux épitaphes de frères sont scellées dans le mur de l'église contre lequel ils furent inhumés. C'est aujourd'hui l'église paroissiale Saint-Laurent. Elle a été restaurée et embellie par Louis-Philippe.

## Abbés et abbés commendataires
Selon Coquelin

### Abbés réguliers
1. 1119 : Raoul, 1er abbé, venant de l'abbaye Saint-Victor de Paris
2. v. 1130-1148 : Goscelin, Gosselin ou Josselin
3. Nicolas
4. v. 1138-1148 : Robert
5. v. 1161 : Roger
6. v. 1181-1191 : Osbert
7. v. 1186 : Mathieu
8. v. 1196-1207 : Hugues
9. v. 1212-1214 : Gilles
10. v. 1224-1248 : Guyon ou Gui
11. v. 1251-1256 : Guillaume
12. v. 1260 : Guyon ou Gui 2e
13. v. 1270-1290 : Thomas de Nangi
14. v. 1301 : Jean
15. v. 1312 : Pierre
16. Guillaume 2e
17. v. 1378-1400 : Robert 2e
18. v. 1410-1419 :Thomas 2e
19. v. 1420-1430 : Jean Grenon
20. v. 1431 : Martin Nicole
21. v. 1448 : Jean de Baucher
22. v. 1451 : Richard
23. Jean le Comte
24. v. 1455-1464 : Jean Vallier
25. v. 1474-1503 : Jean Glache
26. (?-1510) : Honoré Villon
27. (?-1531) : Jean de Montpelé, dernier abbé régulier

### Abbés commendataires
À partir du concordat de 1516, commence la série des abbés commendataires et seigneurs temporels :
- 1532-1541 : Jean de Langeac, évêque de Limoges.
- 1541-1543 : François de Tournon, archevêque d'Auch.
- 1548-1557 : François de Lestrange, évêque d'Alet.
- ?-1572 : Pierre ou Ponce de Vezenobre (-†1572).
- 1573-1588 : Pierre d'Elbène.
- 1589-1595 : Eustache Pignart.
- 1597-1601 : Gaston de Brieu ou Vast de Grieu.
- 1601-1649 : Nicolas de la Place.
- 1649 : Charles-Maurice Le Tellier, archevêque de Reims.
- 1650 : Roger de Lorraine.
- 1671-1676 : Virginio Orsini, cardinal.
- 1678-1708 : Pierre de Calvo, cardinal.
- 1742 : Maximilien de Montboissier de Beaufort-Canillac.
- 1745-1773 : N. Macé.
- 1773-1790 : Joseph-François d'Andigné de la Chasse, évêque de Chalon-sur-Saône.

## Héraldique
|  | Les armes de l'abbaye se blasonnent ainsi : D'azur, à Notre-Dame, entourée d'un chapelet et cantonnée de quatre cœurs enflammés, le tout d'argent., |

## Description

### Extérieur
Cet édifice de style ogival, est élevé sur un plan en forme de croix latine, avec une nef principale, à laquelle sont accolés deux collatéraux. Le chœur, orienté à l'est, est cantonné par un transept et sept chapelles rayonnantes.

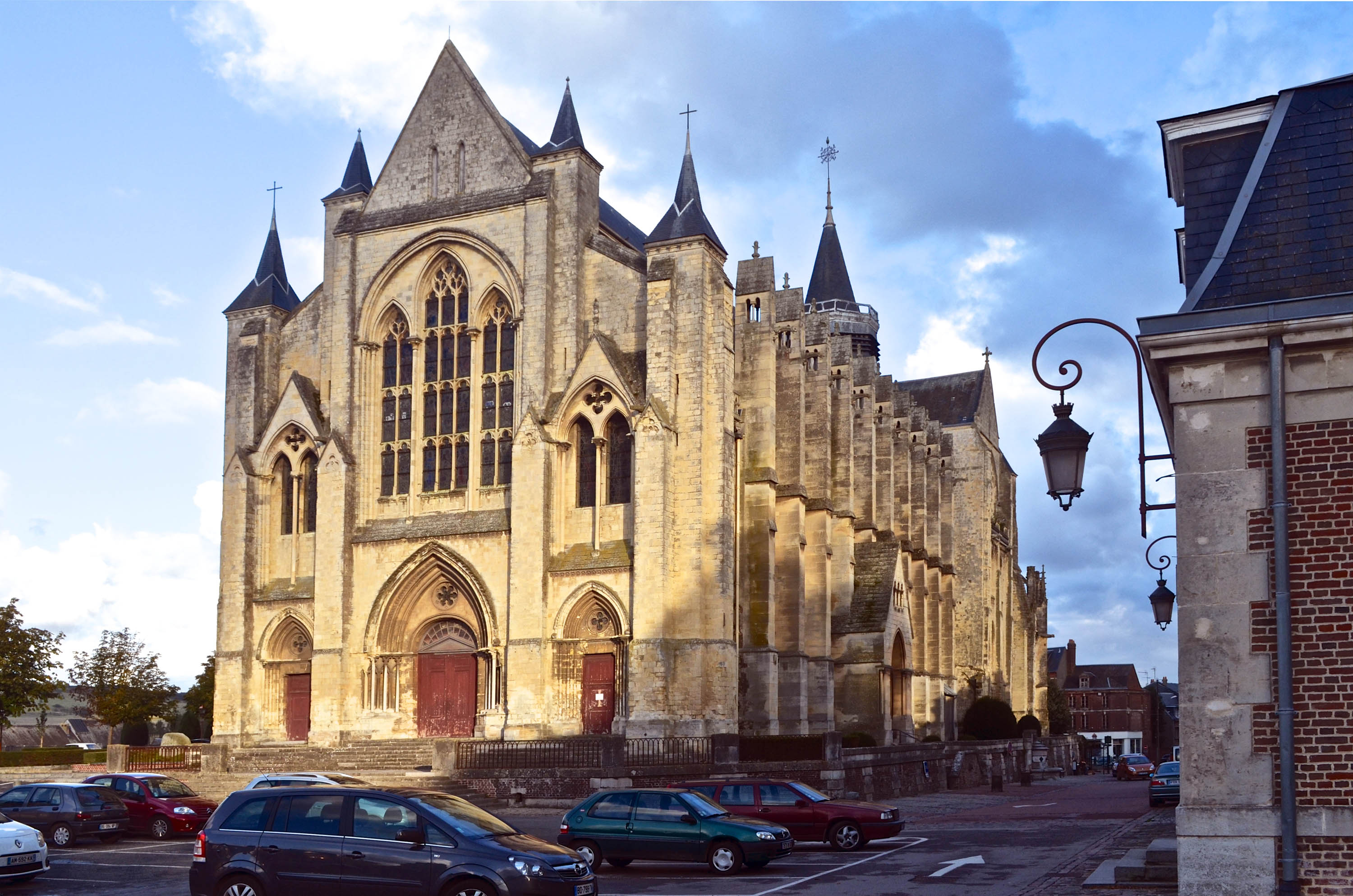
La collégiale, façade.

### Intérieur
La nef, élevée au XIIIe siècle, se prolonge en onze travées à triple élévation.

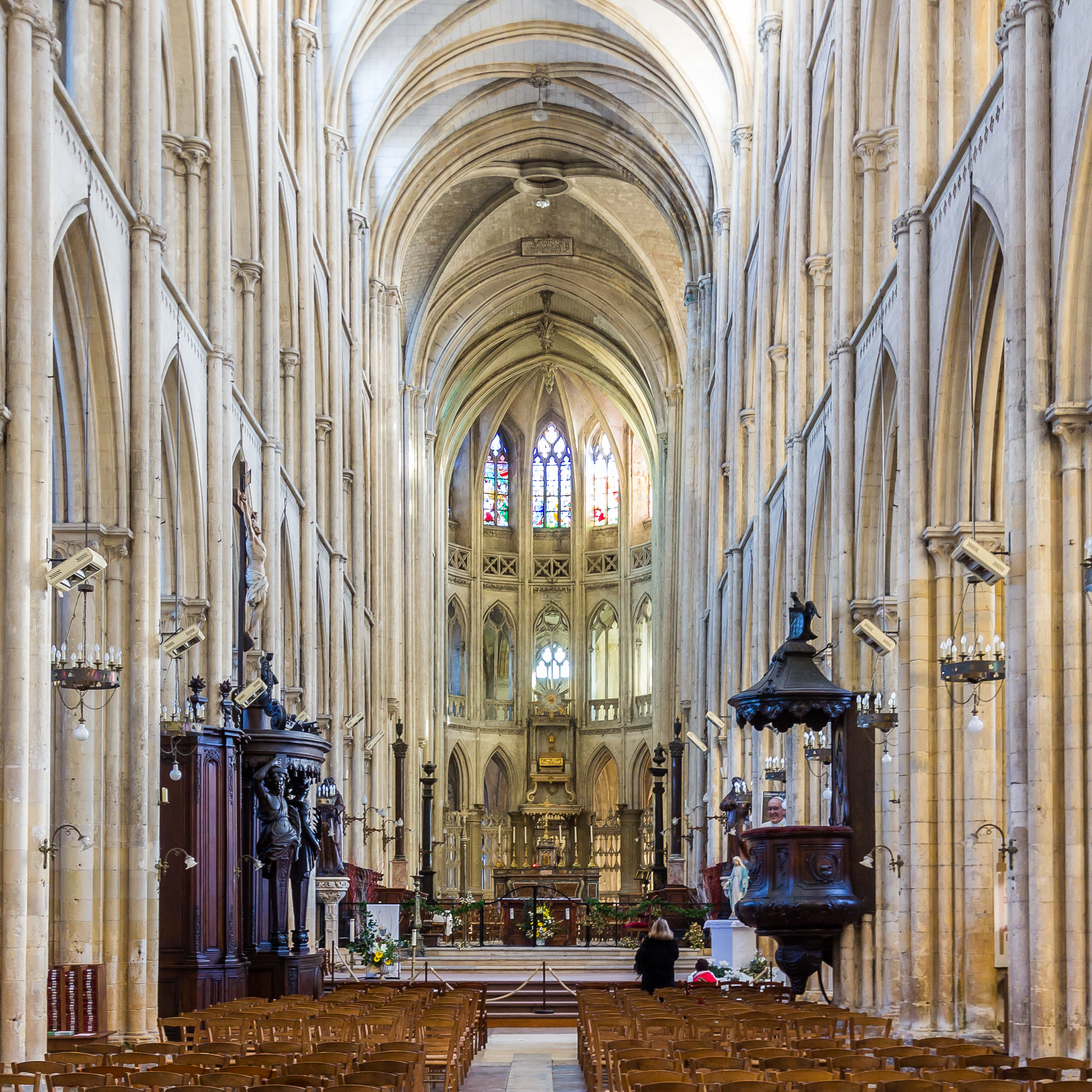
La nef se prolonge par le chœur qui, surélevé, est accessible par sept marches.

#### Mobilier
- Vitraux

L'église est ornée de vitraux dont l'exécution, par l'atelier de peinture sur verre de la manufacture de Sèvres, se déroula de 1833 à 1847. Le programme iconographique élaboré avec l'accord du roi Louis-Philippe fit intervenir de nombreux artistes (Aimé Chenavard, Achille Déveria, Delacroix, Feuchères, Wattier, Ziegler). La grande verrière occidentale comporte un grand nombre de panneaux  dont les cartons sont de Wattier et de Ziegler. Les verrières des bas-côtés représentent saint Jean l’Évangéliste et sainte Victoire (cartons d'après des dessins de Delacroix), sainte Adélaïde et saint Ferdinand (cartons de Déveria).
- Banc d'œuvre

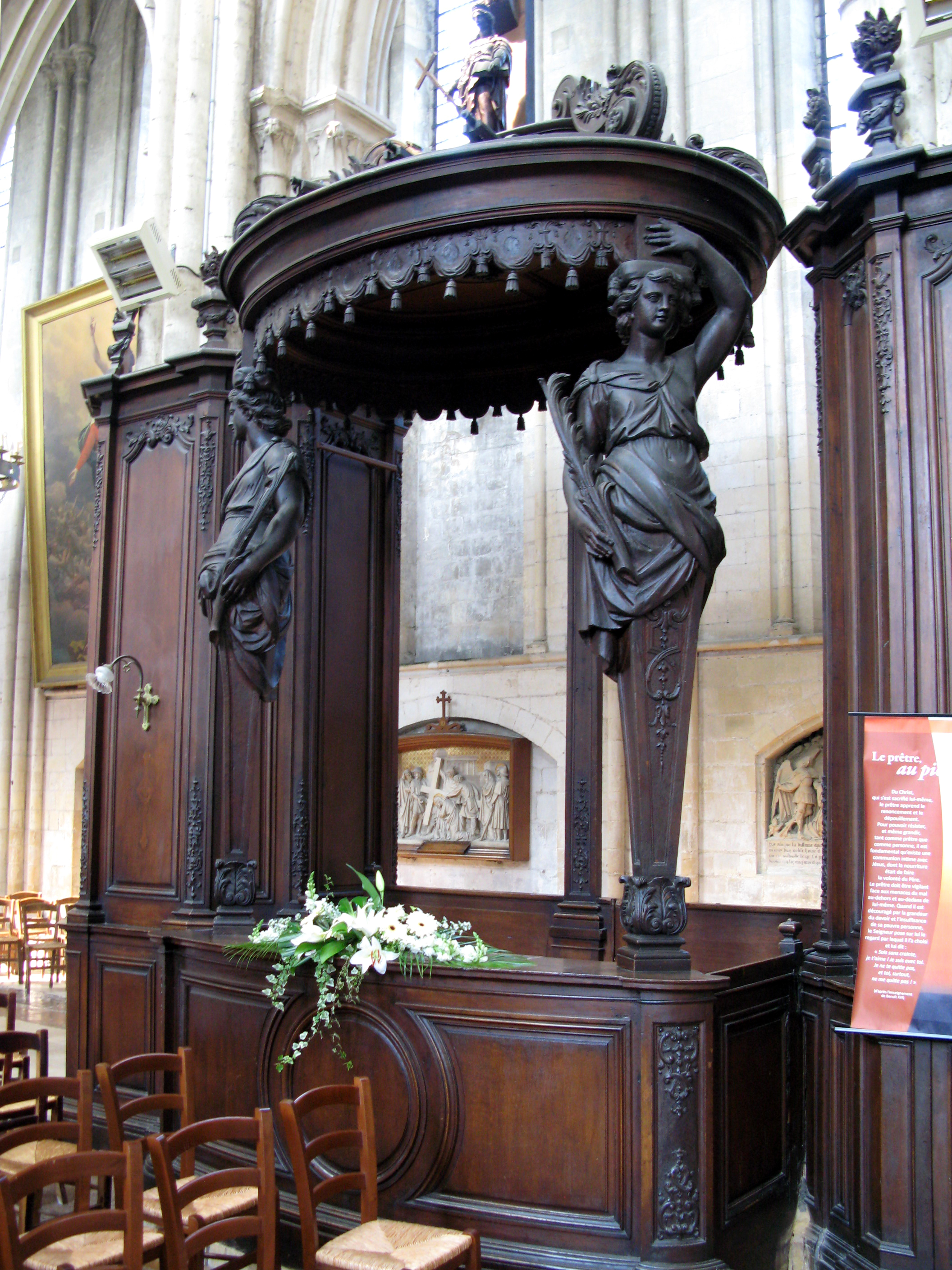
Le banc d'œuvre.

Cet ouvrage de menuiserie date de 1731. Réalisé par Adrien Le Jeune d'Abbeville, il représente un dais ovale soutenu par deux cariatides et orné de lambrequins dont les oves comportaient jadis des fleurs de lys sculptées. Ce meuble est surmonté de la statue de la religion sous laquelle pointent des canons évoquant l'un des donateurs, Louis Auguste de Bourbon, grand maître de l'Artillerie, duc du Maine et comte d'Eu de 1693 à 1736, qui avait offert le bois nécessaire à sa confection .
- Stalles XVIIe-XVIIIe[11].
- Chaire (1752) par le menuisier Grimpel[12].
- Orgue de tribune, réalisé par le maître-facteur Louis Isoré en 1614[13].

#### Œuvres
- Bas-relief de Nicolas de Melleville, ancien maire d’Eu, mort en 1504, représentant une piéta. Bûché à la Révolution.
- Mise au tombeau polychrome du XVIe[14].
- Vierge à l'Enfant, possiblement attribuée à François Anguier[15].
- Sculptures en bois XVIIe de saint François de Paule et saint François d'Assise, de part et d'autre du chœur.
- Descente de croix attribuée à Jacques Blanchard[16].
- Assomption de Bernard Gaillot, salon de 1827.
- Saint Laurent d'Eu découvrant la ville, XVIIIe.

#### Crypte
La crypte, véritable église souterraine, longue de 31 m et large de 6,5 m est à vaisseau unique, avec cinq travées rectangulaires et une travée absidiale à sept pans. Elle s'étend sous le chœur et les deux dernières travées de la nef. Qualifiée par l'Abbé Cochet de Saint-Denis de la Normandie, elle contient les tombeaux (gisants), ornés de sculptures, de:
1. Laurent O’Toole, archevêque de Dublin de 1162 à 1180 et saint catholique (1128–1180) (tombeau en descendant l'escalier à gauche).
2. Jean d'Artois, comte d’Eu et seigneur de Saint-Valery-sur-Somme (1321–1387) (fils de Robert III d'Artois et de Jeanne de Valois) (Gisant à gauche dans la crypte / Restes dans l’ossuaire dans la crypte).
3. Isabelle de Melun, comtesse de Dreux, comtesse d’Eu et dame de Saint-Valery-sur-Somme (1330–1389) (fille de Jean Ier de Melun et d’Isabelle de Châtenoy, épouse de Pierre Ier de Dreux puis de Jean d'Artois) (gisant à droite dans la crypte / restes dans l’ossuaire dans la crypte).
4. Philippe d'Artois, comte d’Eu (1358–1397) (Ffls de Jean d'Artois et d’Isabelle de Melun) (gisant à gauche dans la crypte / restes dans l’ossuaire dans la crypte).
5. Charles d'Artois, comte d’Eu et seigneur de Saint-Valery-sur-Somme (1394–1471) (fils de Philippe d'Artois et de Marie de Berry) (gisant à gauche dans la crypte / restes dans l’ossuaire dans la crypte).
6. Jeanne de Saveuse, comtesse d’Eu et dame de Saint-Valery-sur-Somme (?–1449) (fille de Philippe de Saveuse et de Marie d'Ailly, épouse de Charles d’Artois) (gisant à droite dans la crypte / restes dans l’ossuaire dans la crypte).
7. Hélène de Melun, comtesse d’Eu et dame de Saint-Valery-sur-Somme (?–1473) (fille de Jean IV de Melun et de Jeanne d’Abbeville, épouse de Charles d’Artois) (gisant à droite dans la crypte / restes dans l’ossuaire dans la crypte).
8. Philippe d’Artois, prince d’Artois (1395–1397) (fils de Philippe d'Artois et de Marie de Berry) (gisant à gauche dans la crypte / restes dans l’ossuaire dans la crypte).
9. Charles d’Artois, prince d'Artois (1359–1368) (fils de Jean d'Artois et d’Isabelle de Melun) (gisant à gauche dans la crypte / restes dans l’ossuaire dans la crypte).
10. Isabelle d’Artois, princesse d'Artois (1361–1379) (fille de Jean d'Artois et d’Isabelle de Melun) (gisant à droite dans la crypte / restes dans l’ossuaire dans la crypte).
11. Louis-Auguste de Bourbon, prince de Dombes, comte d'Eu et de Dreux, duc d'Aumale (1700–1755) (fils de Louis-Auguste de Bourbon et de Louise-Bénédicte de Bourbon-Condé) (tombeau au centre de la crypte).
12. Charles de Bourbon, duc d'Aumale (1704–1708) (fils de Louis-Auguste de Bourbon et de Louise-Bénédicte de Bourbon-Condé) (tombeau au centre de la crypte).

Gisants et tombeaux dans la crypte
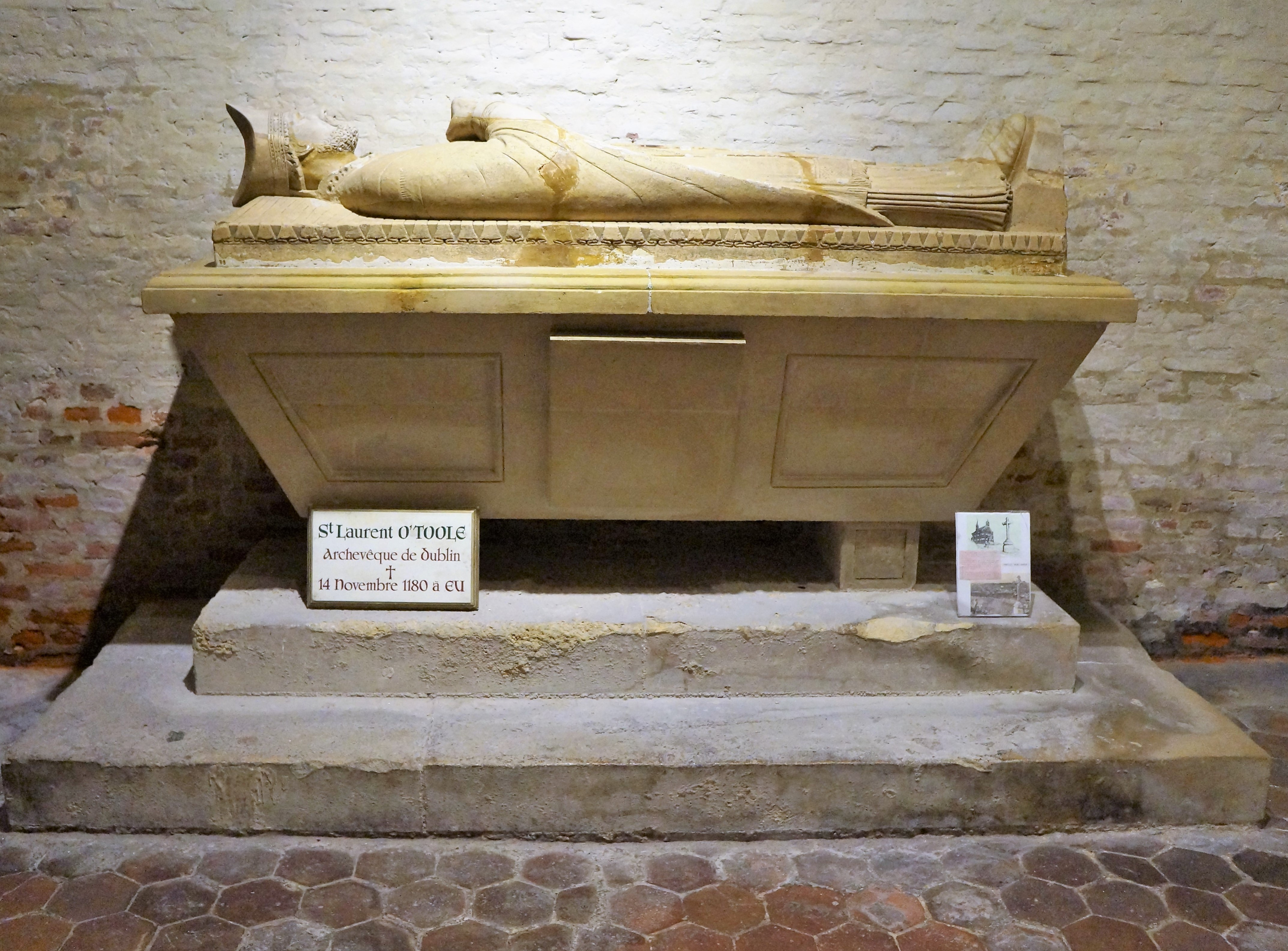
1Laurent O’Toole.
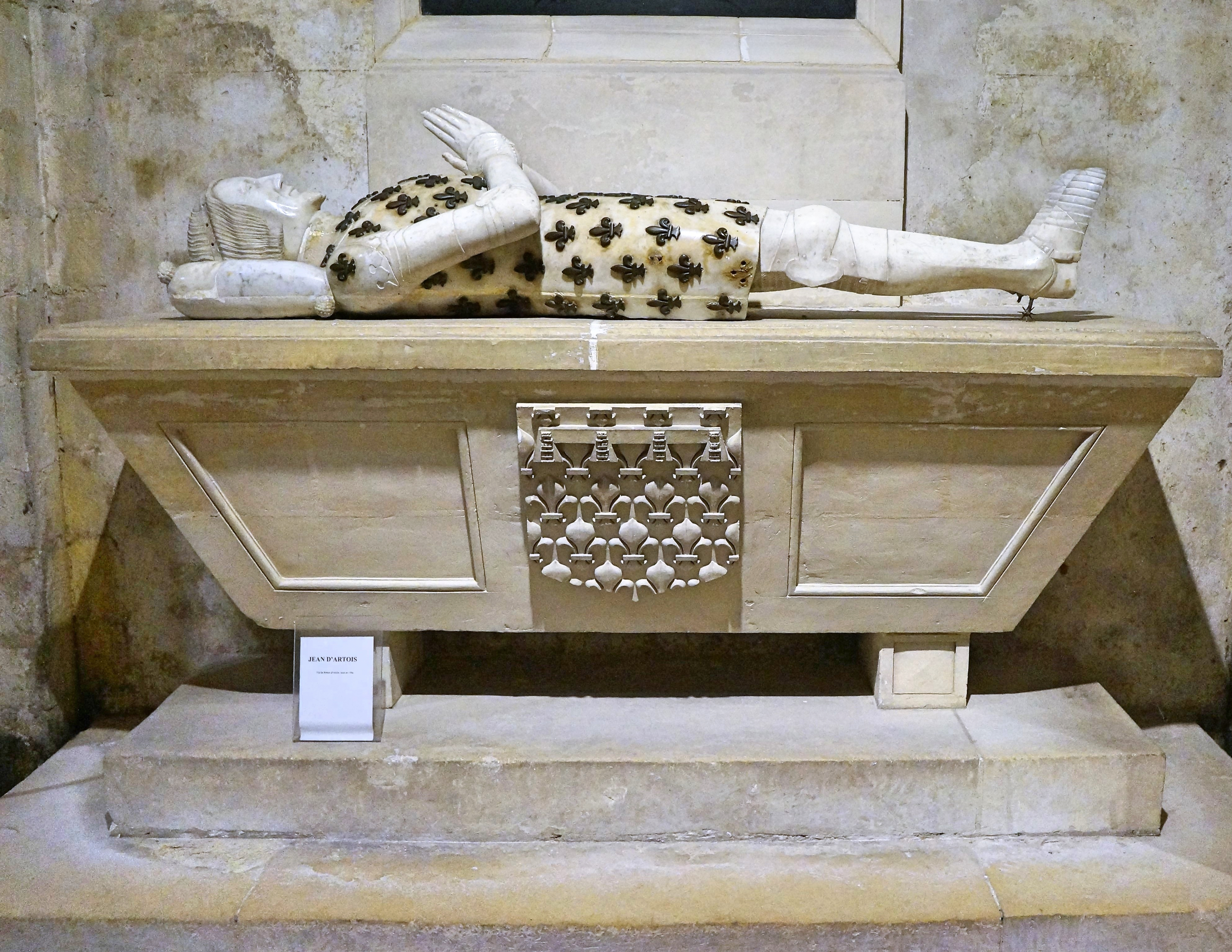
2Jean d'Artois, comte d’Eu.
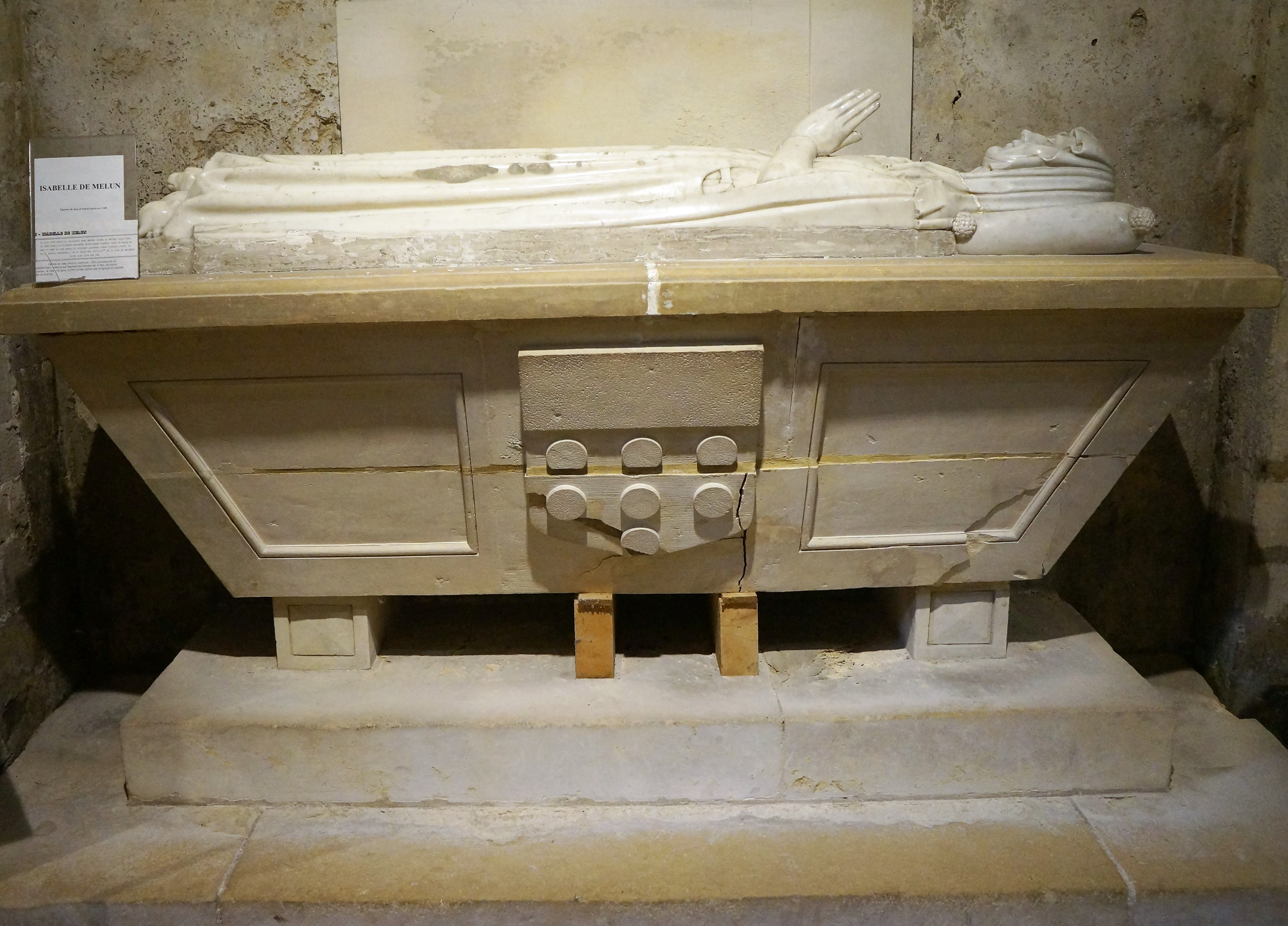
3Isabelle de Melun, comtesse de Dreux et comtesse d’Eu.
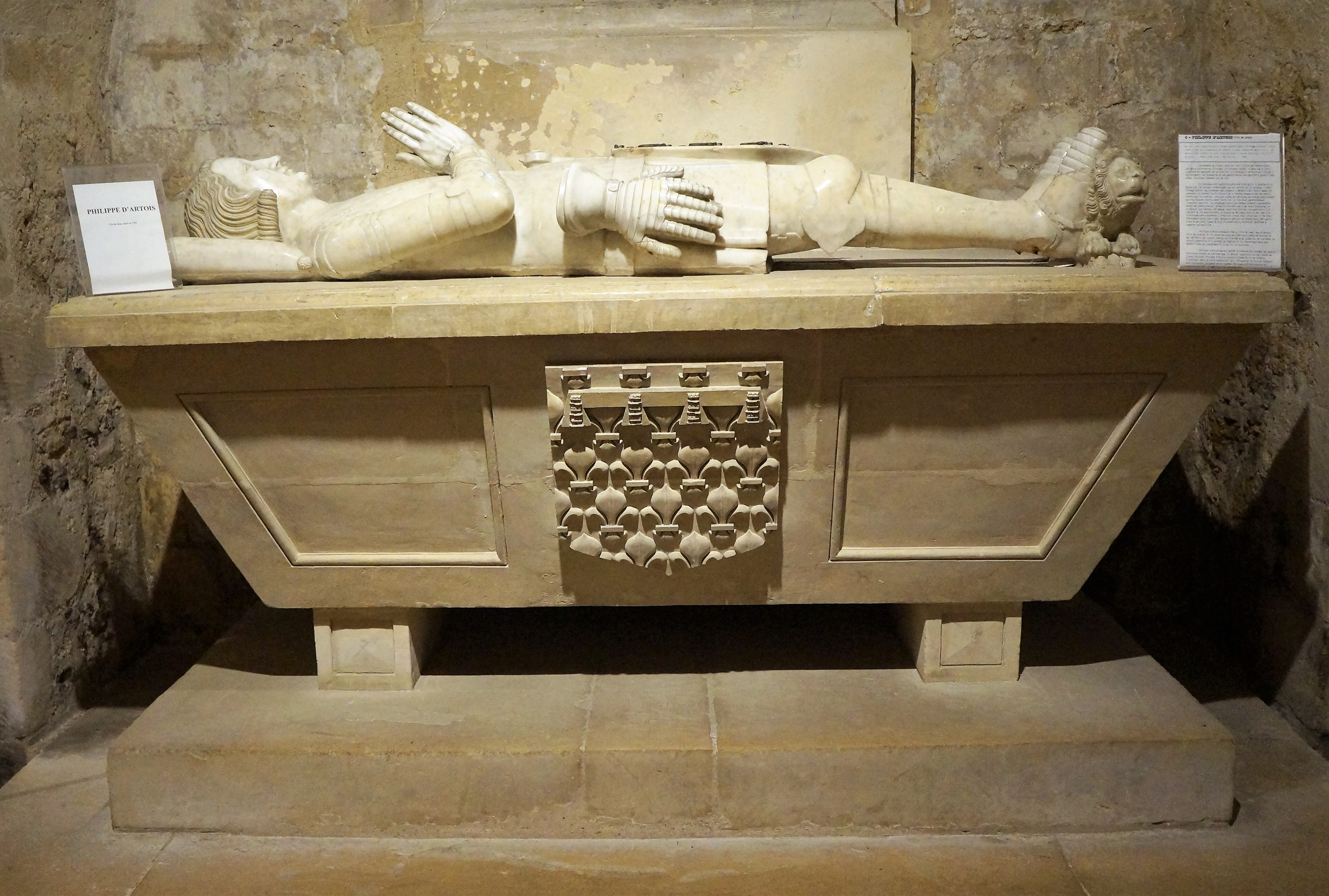
4Philippe d'Artois, comte d’Eu.
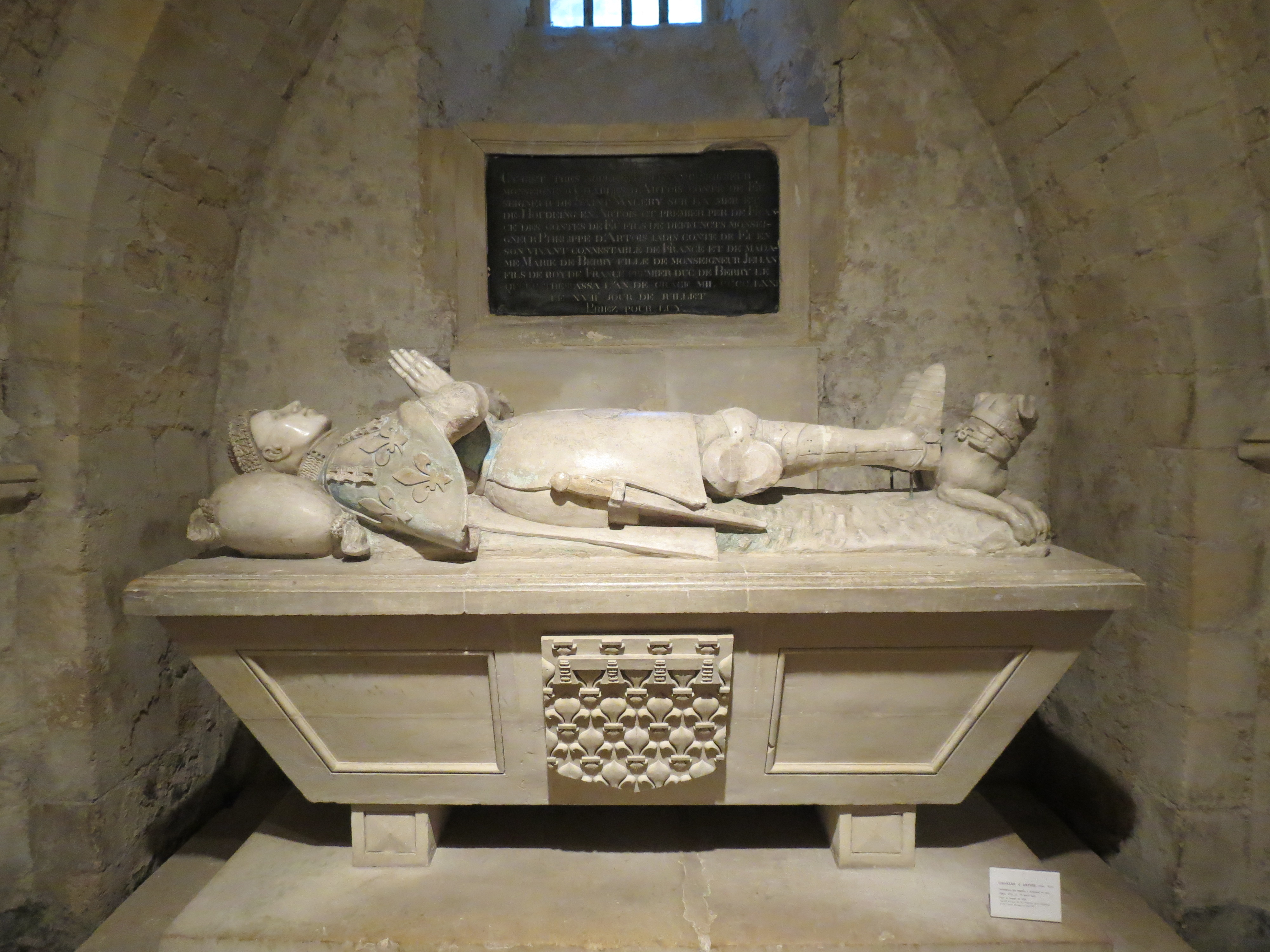
5Charles d'Artois, comte d’Eu.
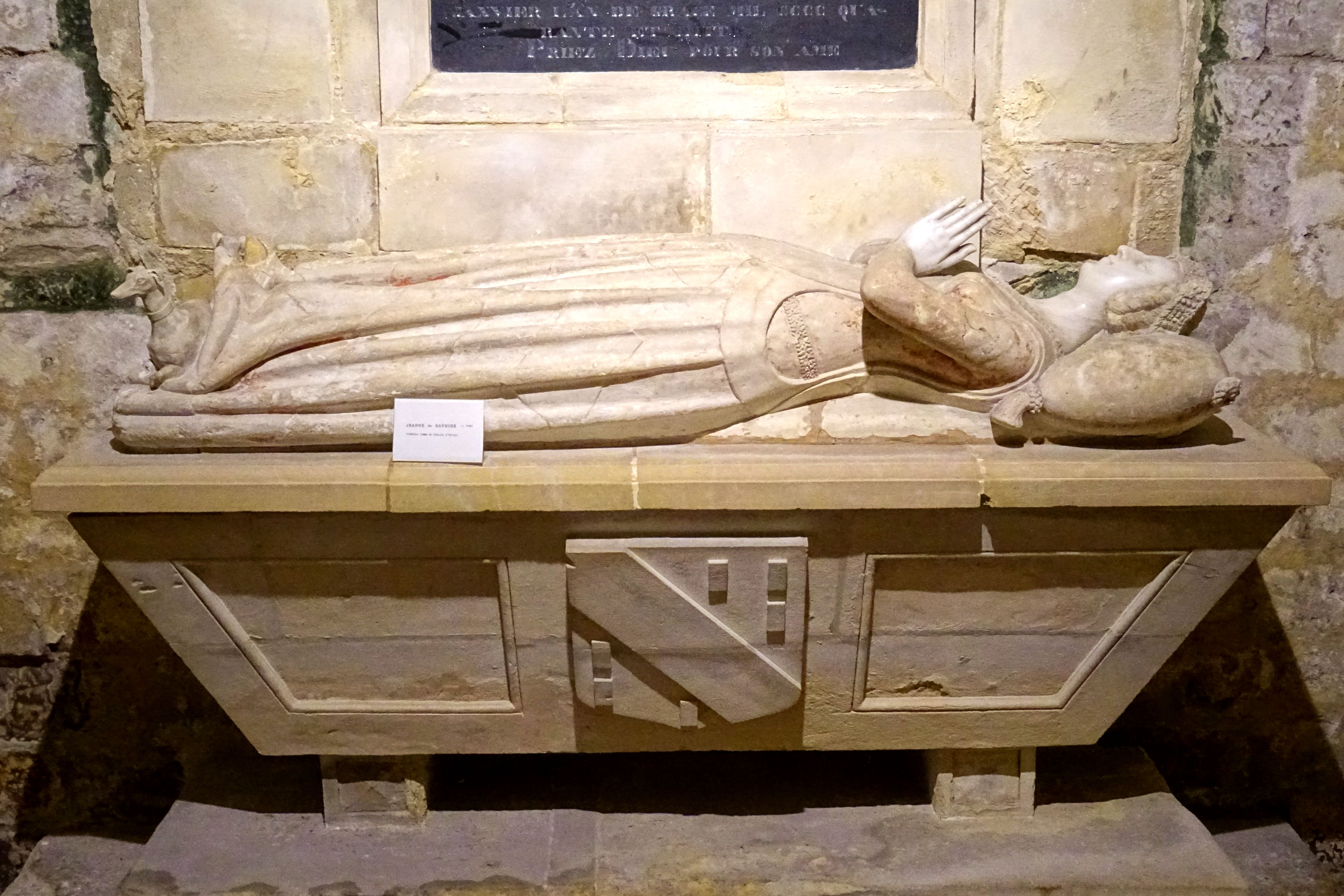
6Jeanne de Saveuse, comtesse d’Eu.
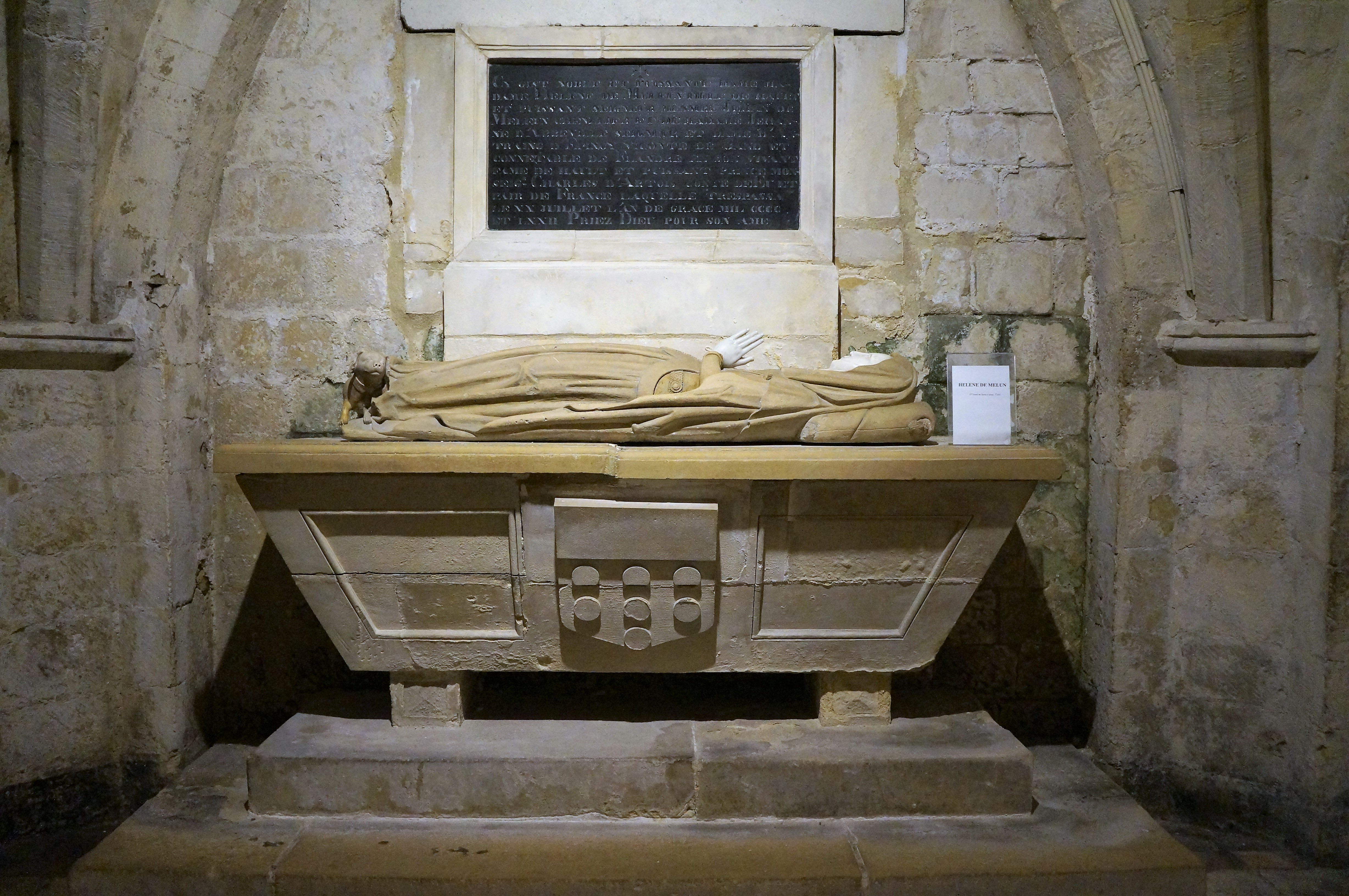
7Hélène de Melun, comtesse d’Eu.
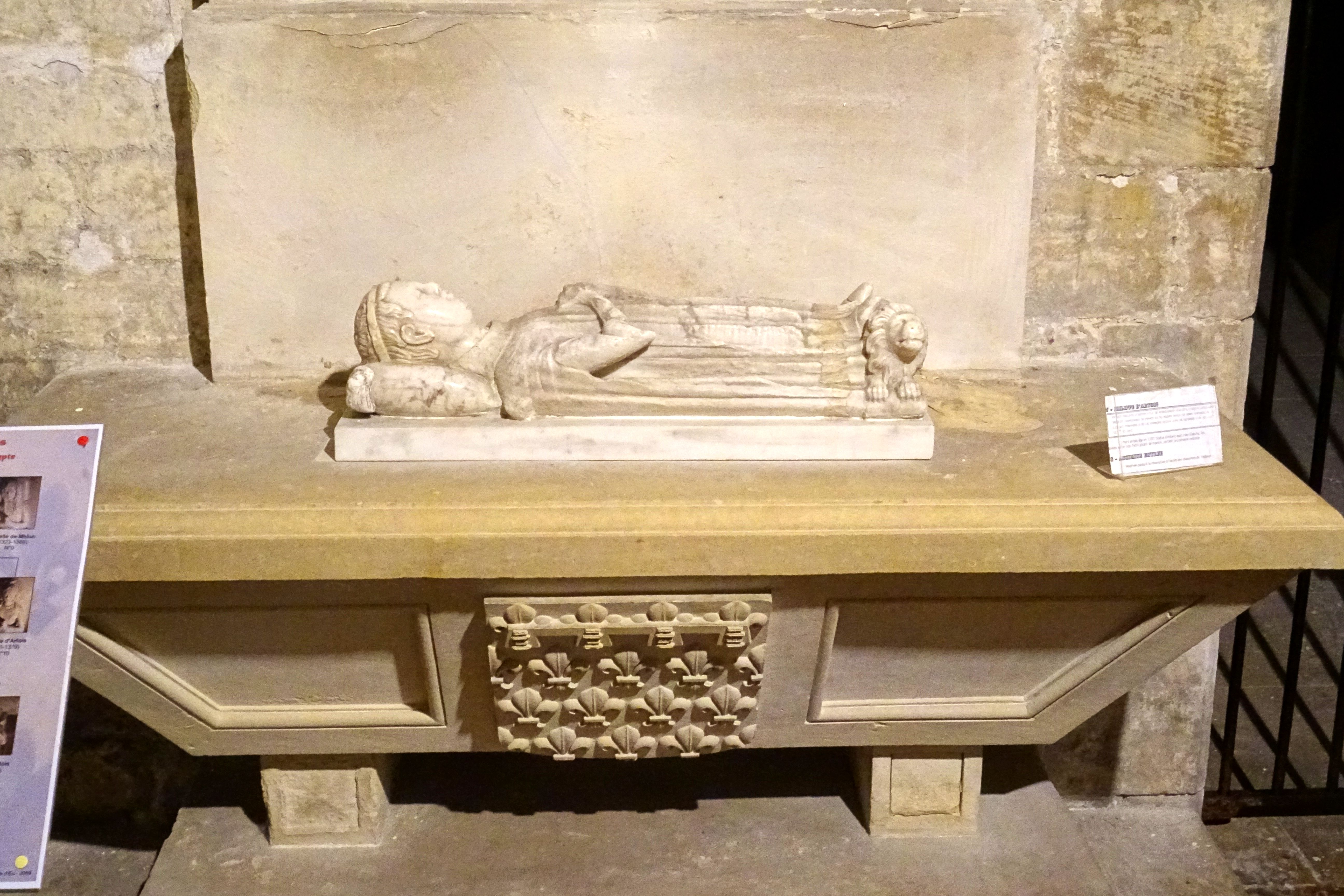
8Philippe d’Artois, prince d’Artois.
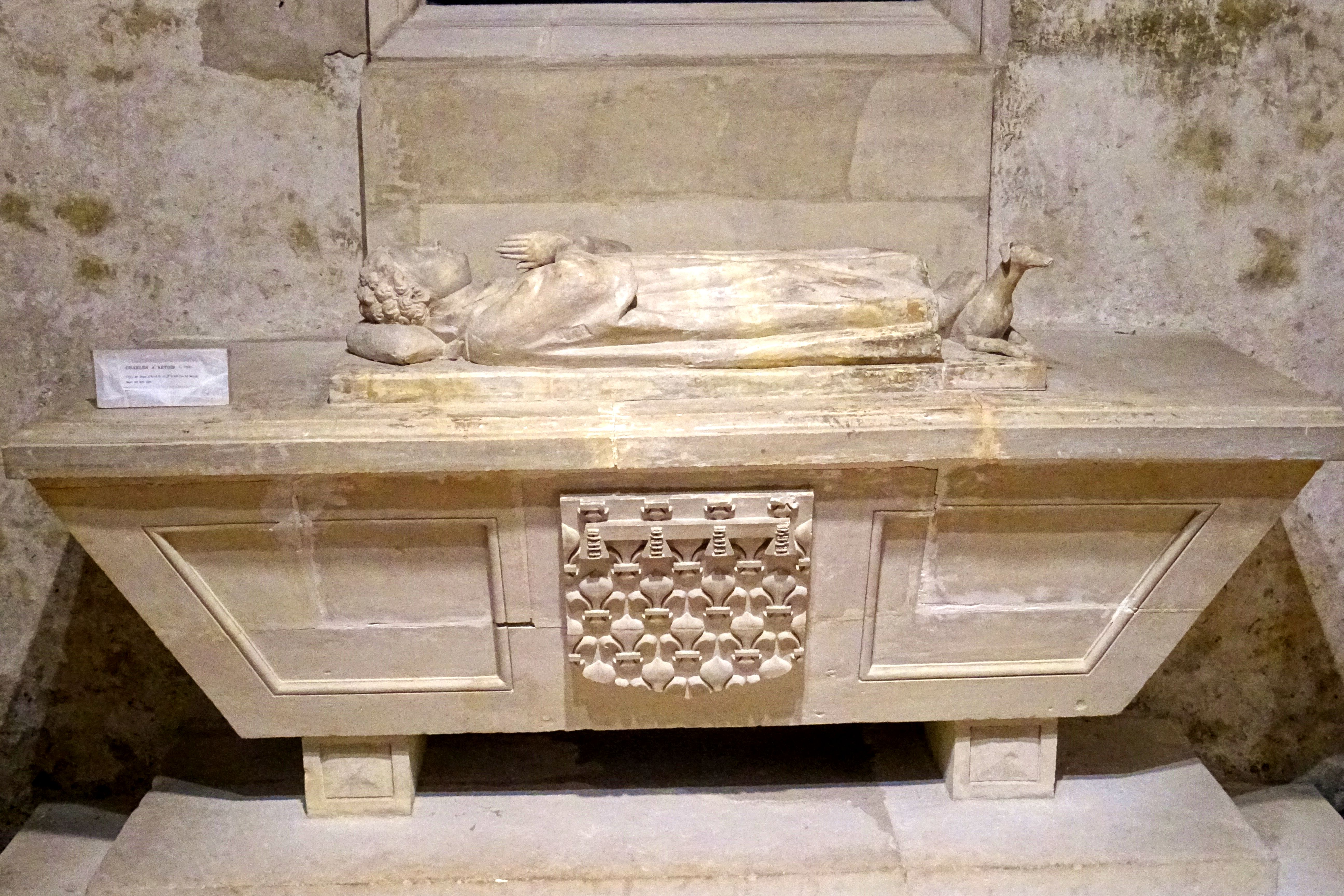
9Charles d’Artois, prince d'Artois.
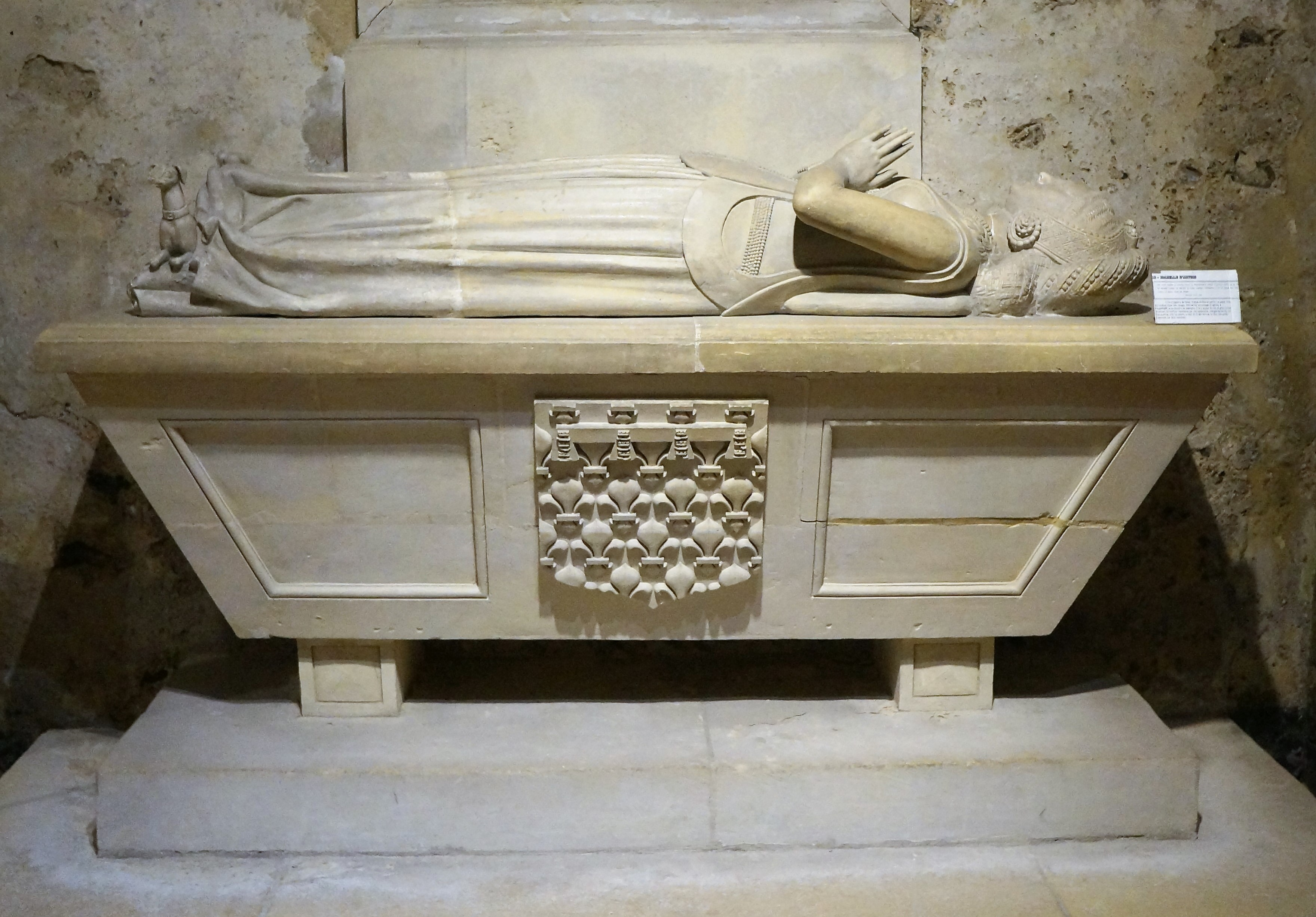
10Isabelle d’Artois, princesse d'Artois.
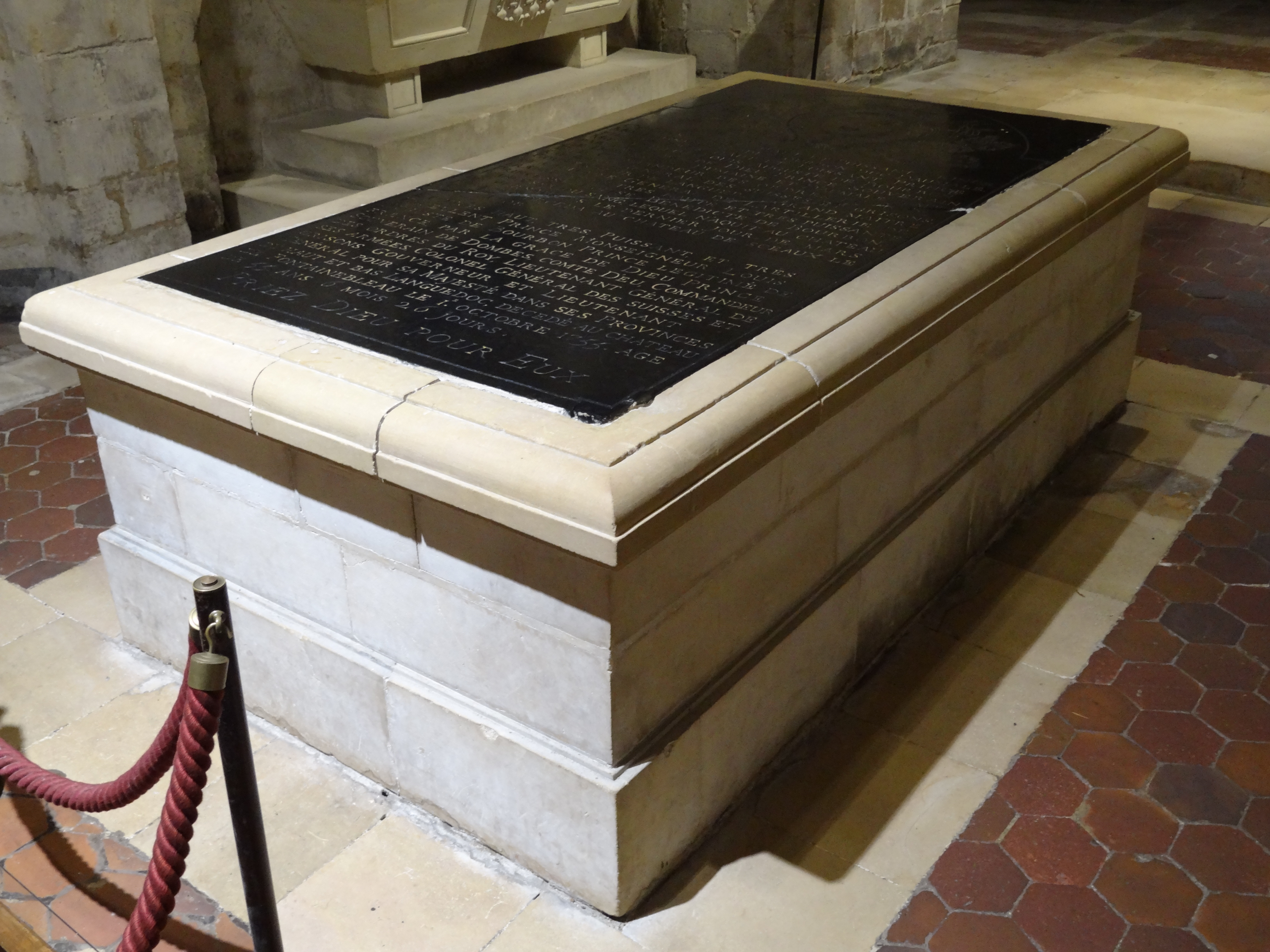
11 et 12Louis-Auguste de Bourbon, prince de Dombes et comte d'Eu, et Charles de Bourbon, duc d'Aumale.
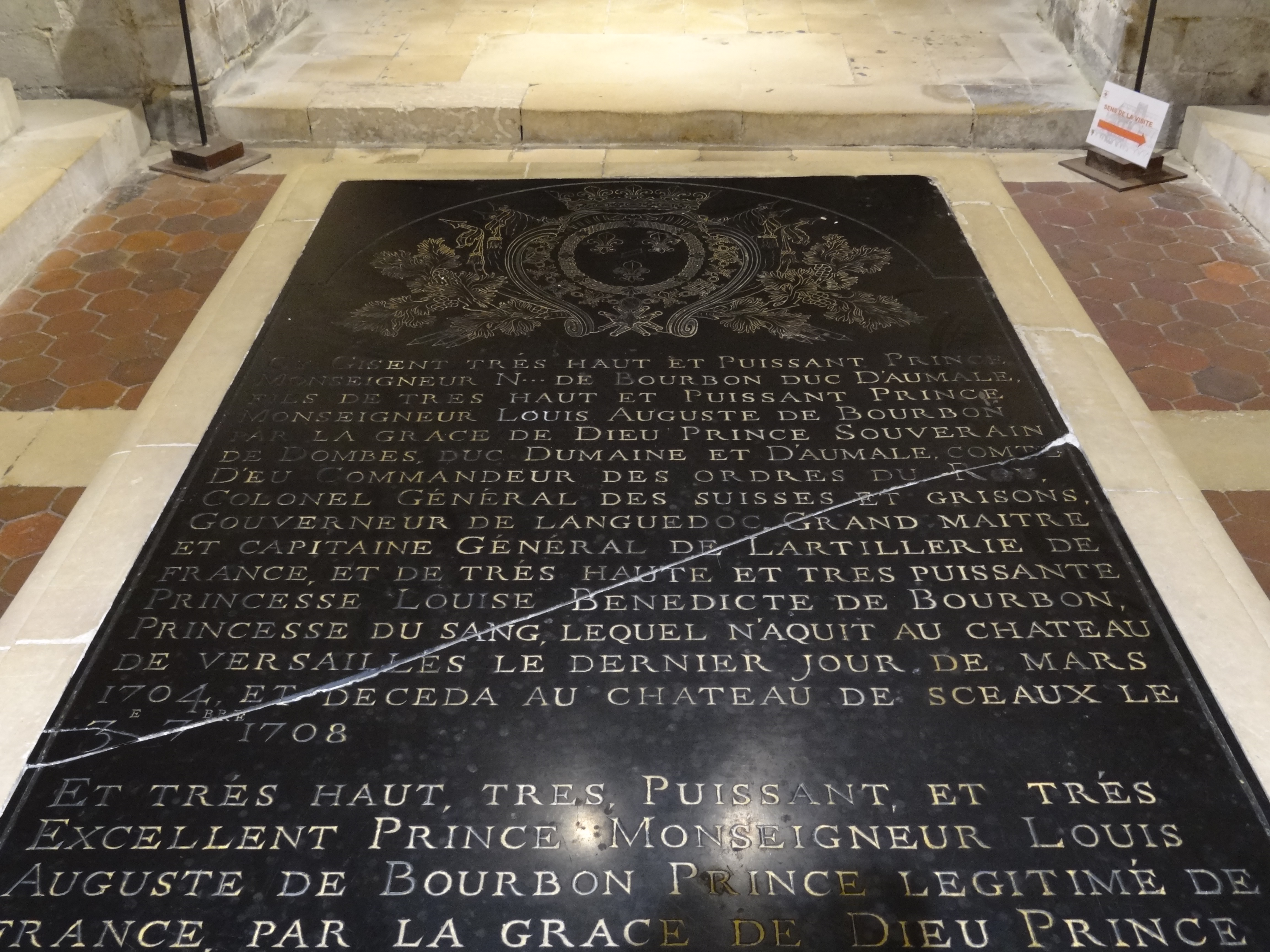
11 et 12Louis-Auguste de Bourbon, prince de Dombes et comte d'Eu, et Charles de Bourbon, duc d'Aumale.
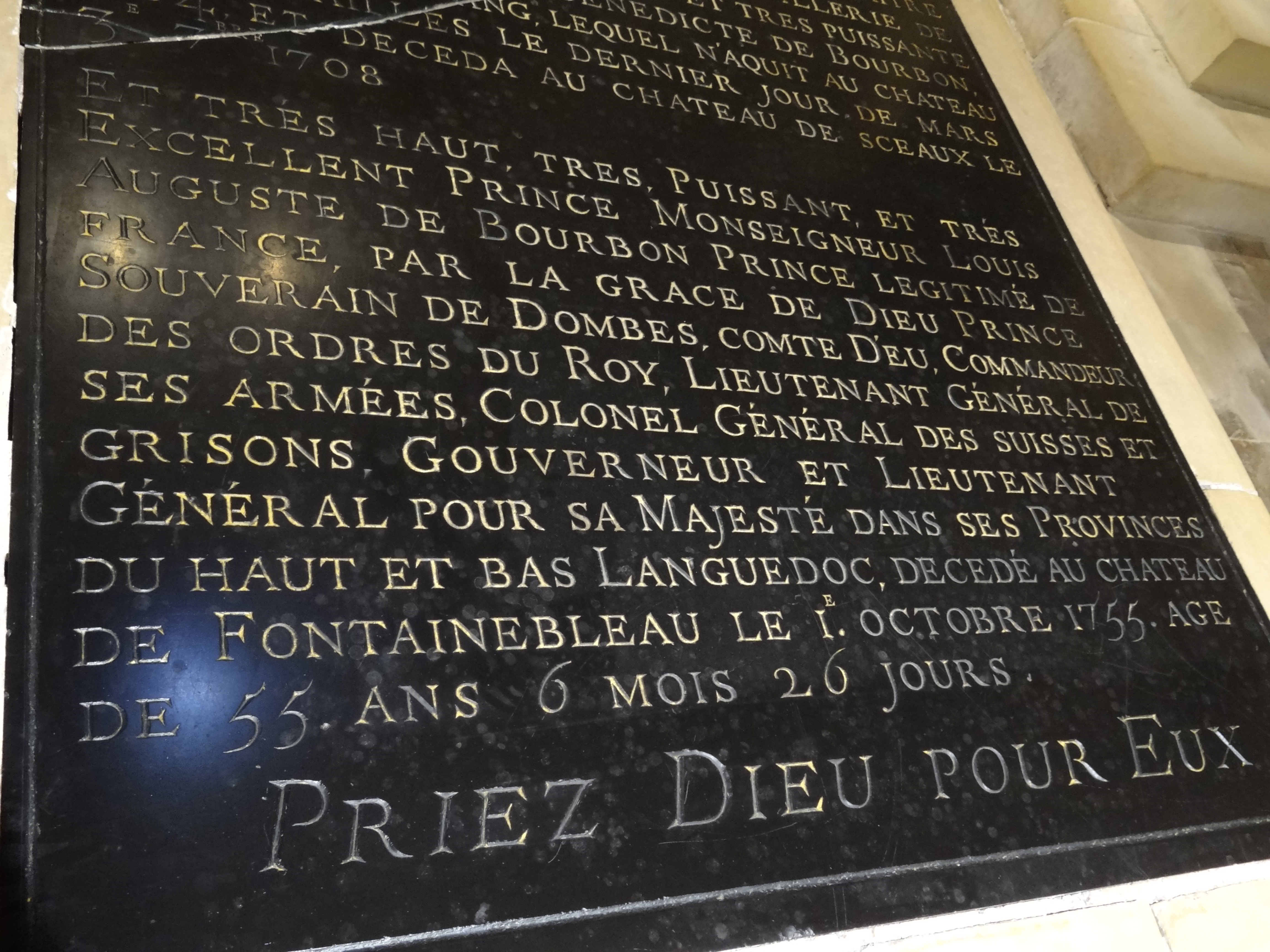
11 et 12Louis-Auguste de Bourbon, prince de Dombes et comte d'Eu, et Charles de Bourbon, duc d'Aumale.
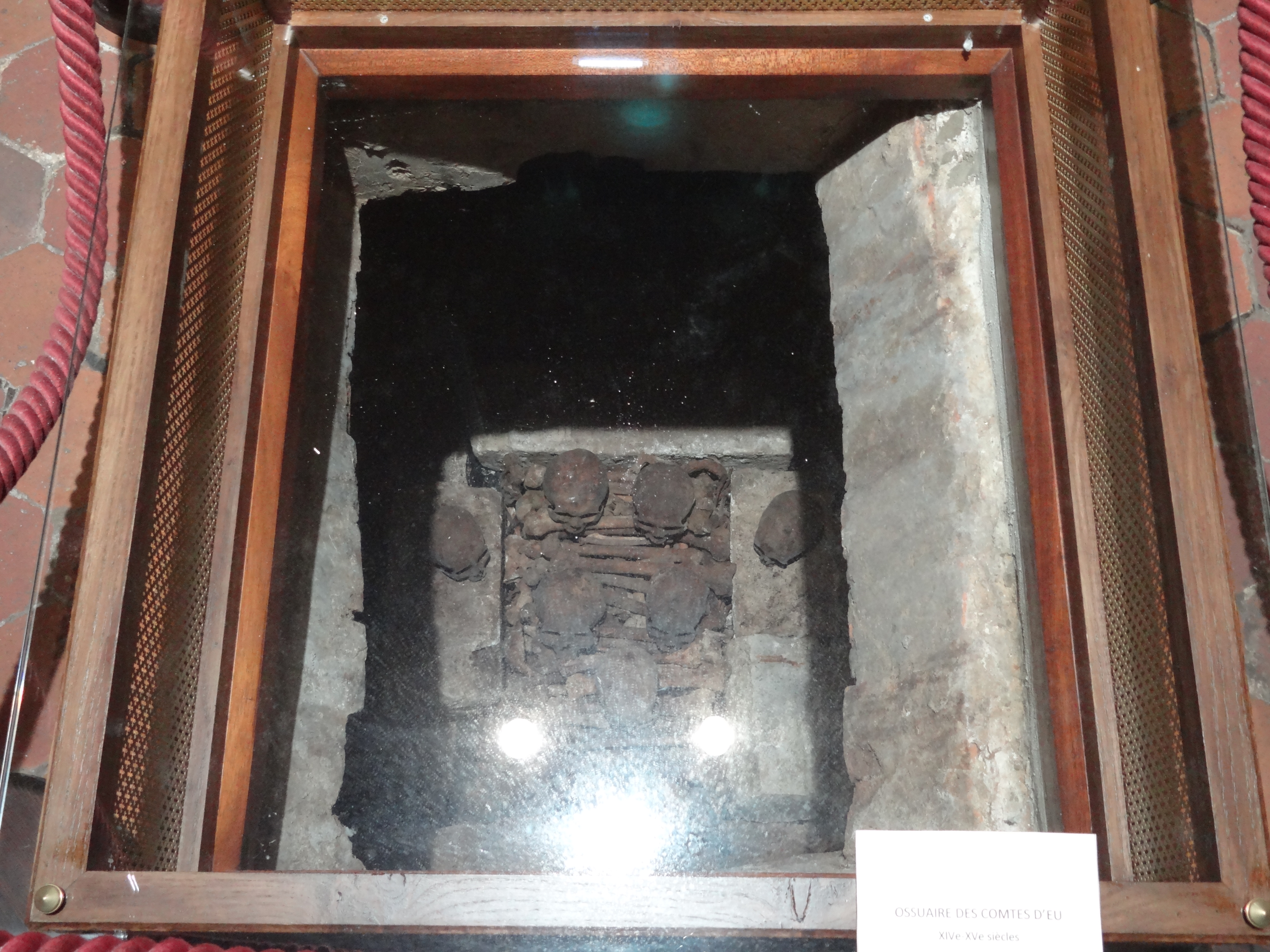
13Vue de l'ossuaire des comtes d'Eu.